# Franz Frombach
Franz Frombach (* 4. November 1929 in Giarmata, Königreich Rumänien; † 19. April 1999 in Bexbach) war ein rumäniendeutscher Mundartautor.

## Leben
Franz Frombach gehörte zur deutschen Minderheit in Rumänien. Nach der Volksschule besuchte er von 1941 bis 1944 die Banatia in Timișoara. Von 1946 bis 1950 machte er eine Ausbildung zum Elektriker. 1974 übersiedelte er in die Bundesrepublik Deutschland und lebte dort in einem Ortsteil von Bexbach. Er engagierte sich für die Pflege von Kultur und Sprache der Banater Schwaben und veröffentlichte unter anderem Gedichte in Banatschwäbischer Mundart.

## Werke
- Phingstnägelcher aus’m Banat. In Jahrmarkter Mundart, 1989 Homburg
- Mei Fechsung. Gedichte und Sprüche in banatschwäbischer Mundart, 2002 München
- Prinz-Eugen-Brunnen, Donauwörth
- Rote Appl, schwarzi Kern, gel, du Spitzbu, hascht mich gern?, CD mit Texten Banater Mundartautoren, Kreisverband Nürnberg der Landsmannschaft der Banater Schwaben, 1999